# الدوري الإسباني الدرجة الثالثة 1947–48
الدوري الإسباني الدرجة الثالثة 1947–48 (بالإسبانية: Tercera División de España 1947-48)‏ هو موسم من الدوري الإسباني الدرجة الثالثة. فاز فيه راسينغ سانتاندير.